# Entodontopsis
Entodontopsis är ett släkte av bladmossor. Entodontopsis ingår i familjen Stereophyllaceae.
Kladogram enligt Catalogue of Life:
| Entodontopsis | \| \| Entodontopsis anceps \| \| \| \| \| \| Entodontopsis angustiretis \| \| \| \| \| \| Entodontopsis contorte-operculata \| \| \| \| \| \| Entodontopsis leucostega \| \| \| \| \| \| Entodontopsis mexicana \| \| \| \| \| \| Entodontopsis nitens \| \| \| \| \| \| Entodontopsis panamensis \| \| \| \| \| \| Entodontopsis papillifera \| \| \| \| \| \| Entodontopsis pygmaea \| \| \| \| \| \| Entodontopsis radicalis \| \| \| \| \| \| Entodontopsis rhynchostegioides \| \| \| \| \| \| Entodontopsis rufescens \| \| \| \| \| \| Entodontopsis sedgwickii \| \| \| \| \| \| Entodontopsis setschwanica \| \| \| \| \| \| Entodontopsis tavoyensis \| \| \| \| \| \| Entodontopsis tenuinervis \| \| \| \| \| \| Entodontopsis wightii \| \| \| \| |
|               | \| \| Entodontopsis anceps \| \| \| \| \| \| Entodontopsis angustiretis \| \| \| \| \| \| Entodontopsis contorte-operculata \| \| \| \| \| \| Entodontopsis leucostega \| \| \| \| \| \| Entodontopsis mexicana \| \| \| \| \| \| Entodontopsis nitens \| \| \| \| \| \| Entodontopsis panamensis \| \| \| \| \| \| Entodontopsis papillifera \| \| \| \| \| \| Entodontopsis pygmaea \| \| \| \| \| \| Entodontopsis radicalis \| \| \| \| \| \| Entodontopsis rhynchostegioides \| \| \| \| \| \| Entodontopsis rufescens \| \| \| \| \| \| Entodontopsis sedgwickii \| \| \| \| \| \| Entodontopsis setschwanica \| \| \| \| \| \| Entodontopsis tavoyensis \| \| \| \| \| \| Entodontopsis tenuinervis \| \| \| \| \| \| Entodontopsis wightii \| \| \| \| |
|               | Eulacophyllum |
|               | |
|               | Juratzkaea |
|               | |
|               | Sciuroleskea |
|               | |
|               | Stenocarpidium |
|               | |
|               | Stereophyllum |
|               | |
|               | Entodontopsis anceps |
|               | |
|               | Entodontopsis angustiretis |
|               | |
|               | Entodontopsis contorte-operculata |
|               | |
|               | Entodontopsis leucostega |
|               | |
|               | Entodontopsis mexicana |
|               | |
|               | Entodontopsis nitens |
|               | |
|               | Entodontopsis panamensis |
|               | |
|               | Entodontopsis papillifera |
|               | |
|               | Entodontopsis pygmaea |
|               | |
|               | Entodontopsis radicalis |
|               | |
|               | Entodontopsis rhynchostegioides |
|               | |
|               | Entodontopsis rufescens |
|               | |
|               | Entodontopsis sedgwickii |
|               | |
|               | Entodontopsis setschwanica |
|               | |
|               | Entodontopsis tavoyensis |
|               | |
|               | Entodontopsis tenuinervis |
|               | |
|               | Entodontopsis wightii |
|               | |

|  | Entodontopsis anceps              |
|  |                                   |
|  | Entodontopsis angustiretis        |
|  |                                   |
|  | Entodontopsis contorte-operculata |
|  |                                   |
|  | Entodontopsis leucostega          |
|  |                                   |
|  | Entodontopsis mexicana            |
|  |                                   |
|  | Entodontopsis nitens              |
|  |                                   |
|  | Entodontopsis panamensis          |
|  |                                   |
|  | Entodontopsis papillifera         |
|  |                                   |
|  | Entodontopsis pygmaea             |
|  |                                   |
|  | Entodontopsis radicalis           |
|  |                                   |
|  | Entodontopsis rhynchostegioides   |
|  |                                   |
|  | Entodontopsis rufescens           |
|  |                                   |
|  | Entodontopsis sedgwickii          |
|  |                                   |
|  | Entodontopsis setschwanica        |
|  |                                   |
|  | Entodontopsis tavoyensis          |
|  |                                   |
|  | Entodontopsis tenuinervis         |
|  |                                   |
|  | Entodontopsis wightii             |
|  |                                   |